# Нобельський національний природний парк
Но́бельський націона́льний приро́дний парк — природоохоронна територія, національний природний парк в Україні. Розташований на території Вараський район, Рівненської області в межах Зарічненська селищна громада та Локницька сільська громада. Межує з НПП «Прип'ять-Стохід» та Рівненським природним заповідником.

## Історія
Створено указом Президента України Петра Порошенка від 11.04.2019 № 131/2019.
Кабінет Міністрів України, відповідно до указу, зобов'язано забезпечити:
- затвердження у шестимісячний строк у встановленому порядку Положення про Нобельський національний природний парк;
- вирішення протягом 2019—2021 років відповідно до законодавства питання щодо надання Нобельському національному природному парку у постійне користування 25318,81 гектара земель, у тому числі з вилученням у землекористувачів, а також розроблення проєкту землеустрою щодо відведення земельних ділянок та оформлення речових прав на земельні ділянки;
- розроблення протягом 2019—2021 років і затвердження в установленому порядку Проєкту організації території Нобельського національного природного парку, охорони, відтворення та рекреаційного використання його природних комплексів і об'єктів.

## Характеристика
Створено з метою збереження, відтворення та ефективного використання типових і унікальних природних комплексів Волинське Полісся, які мають особливу природоохоронну, оздоровчу, історико-культурну, наукову, освітню та естетичну цінність. В межах національного парку розташовані 12 озера Нобель, Засвітське, Острівське, Велике, Середнє, Хоромне, Задовже, Посвітське, Ніговищі, Омит, Любиньське, Липенське а також вузькоколійна залізниця «Антонівка — Зарічне». 
До території національного природного парку включено 25318,81 гектара земель державної власності. 

## Галерея

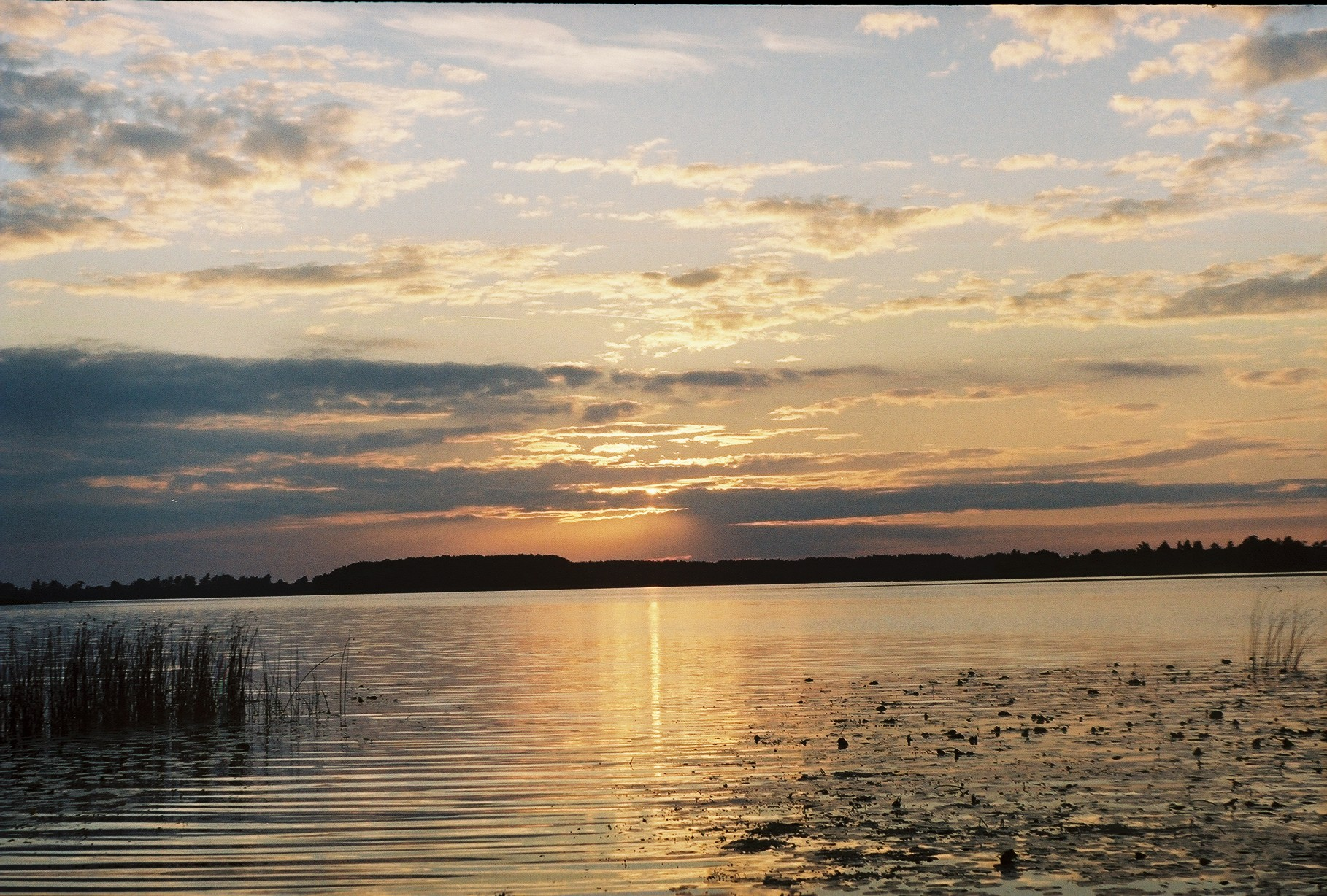
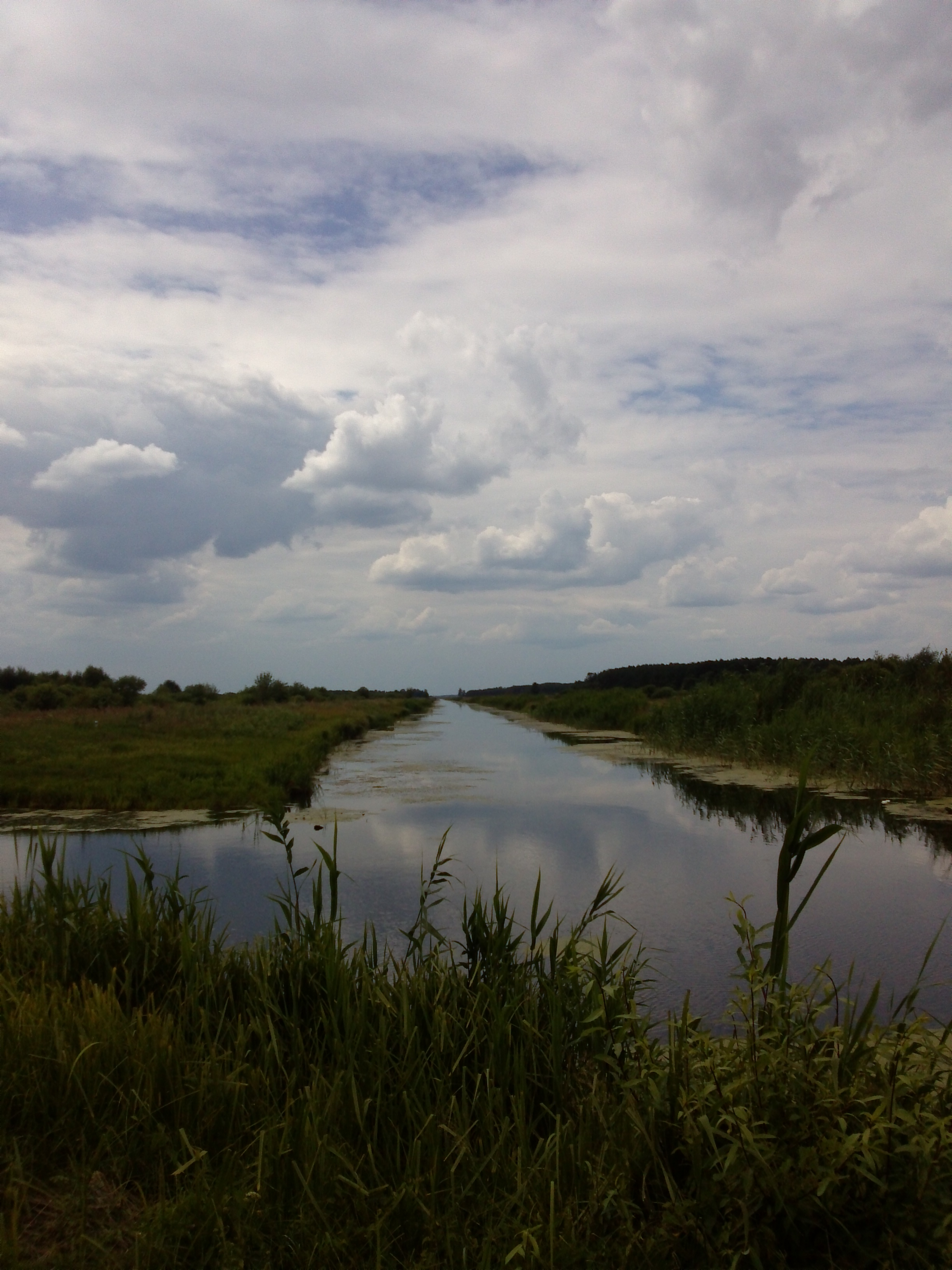
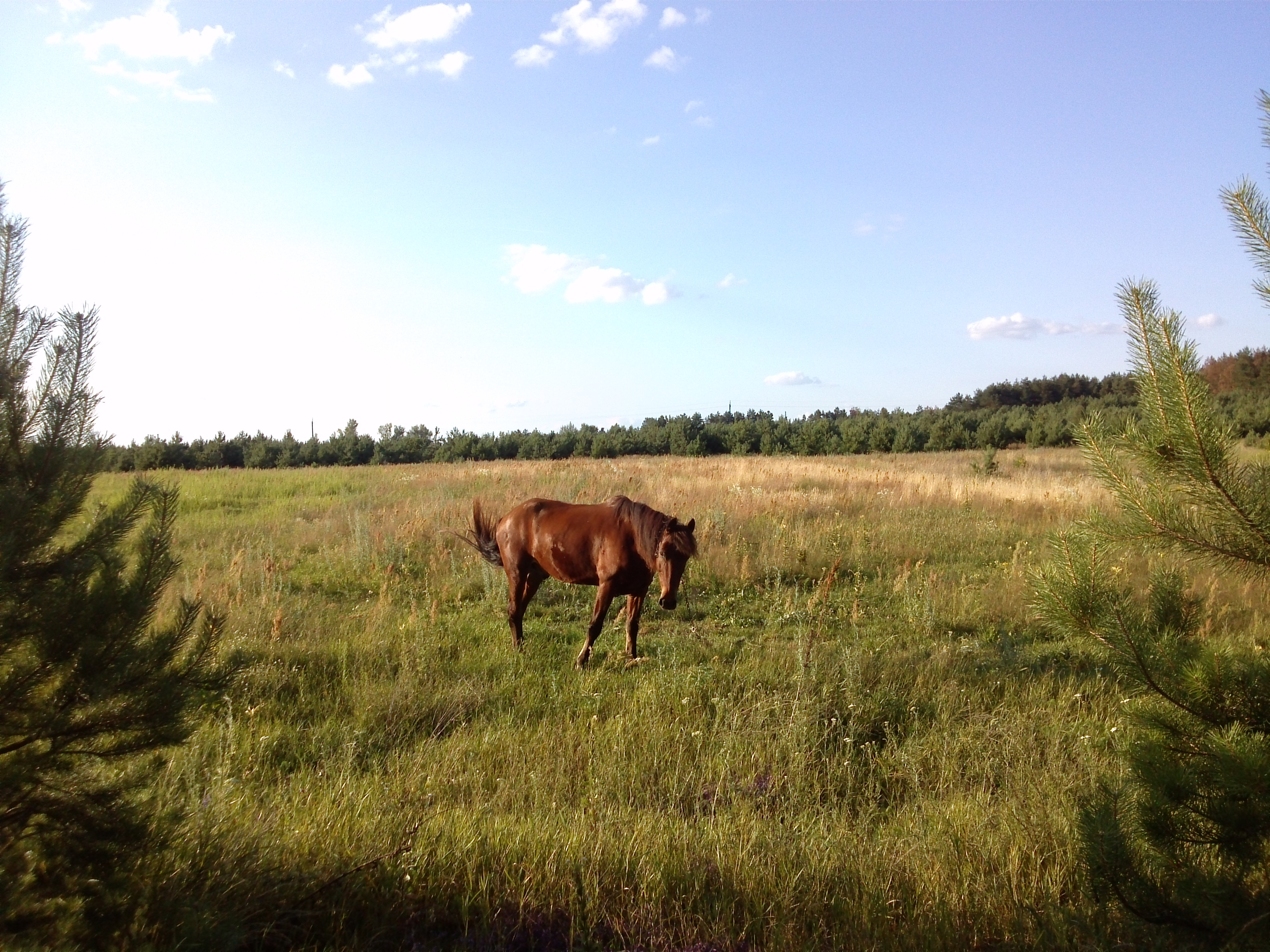
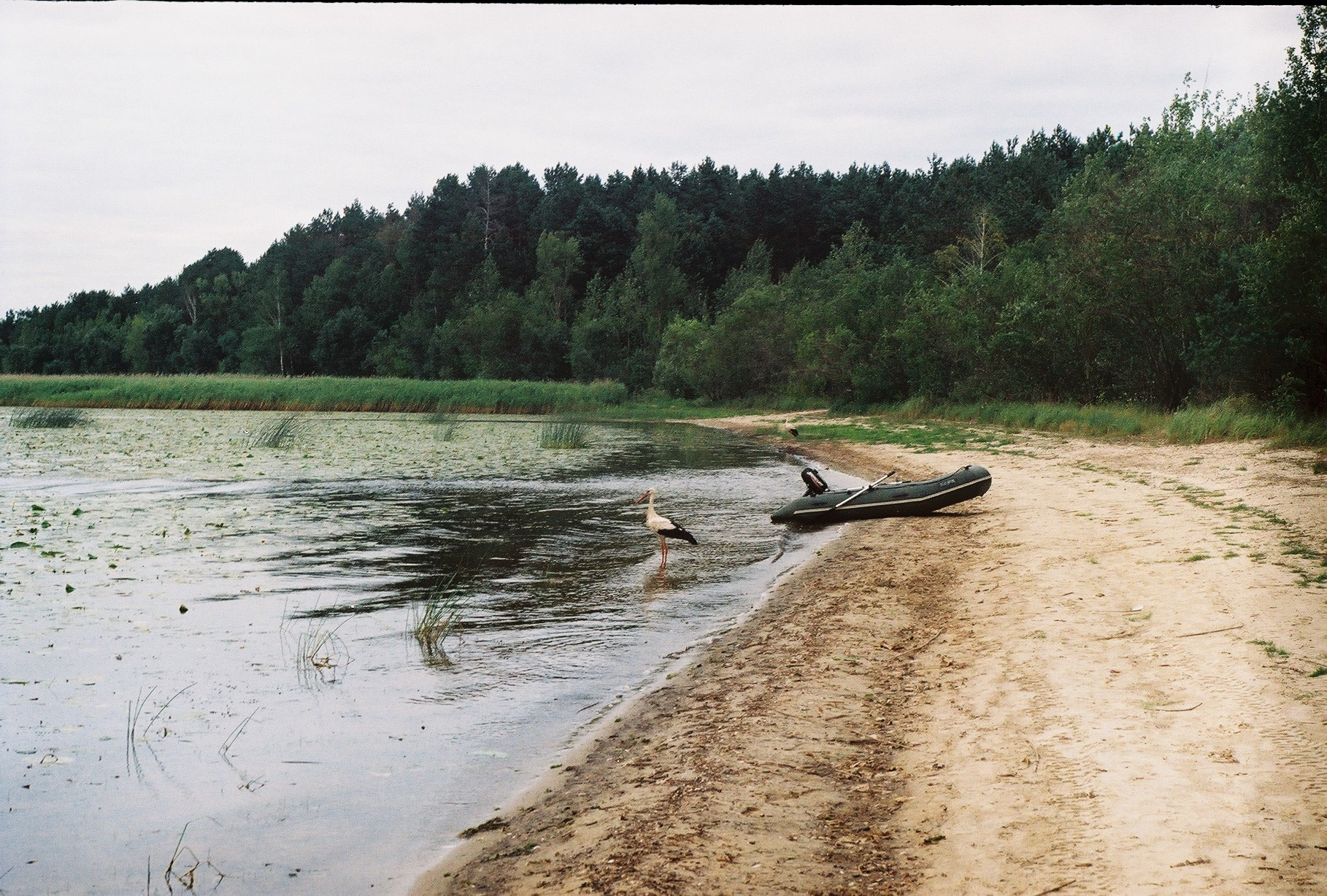
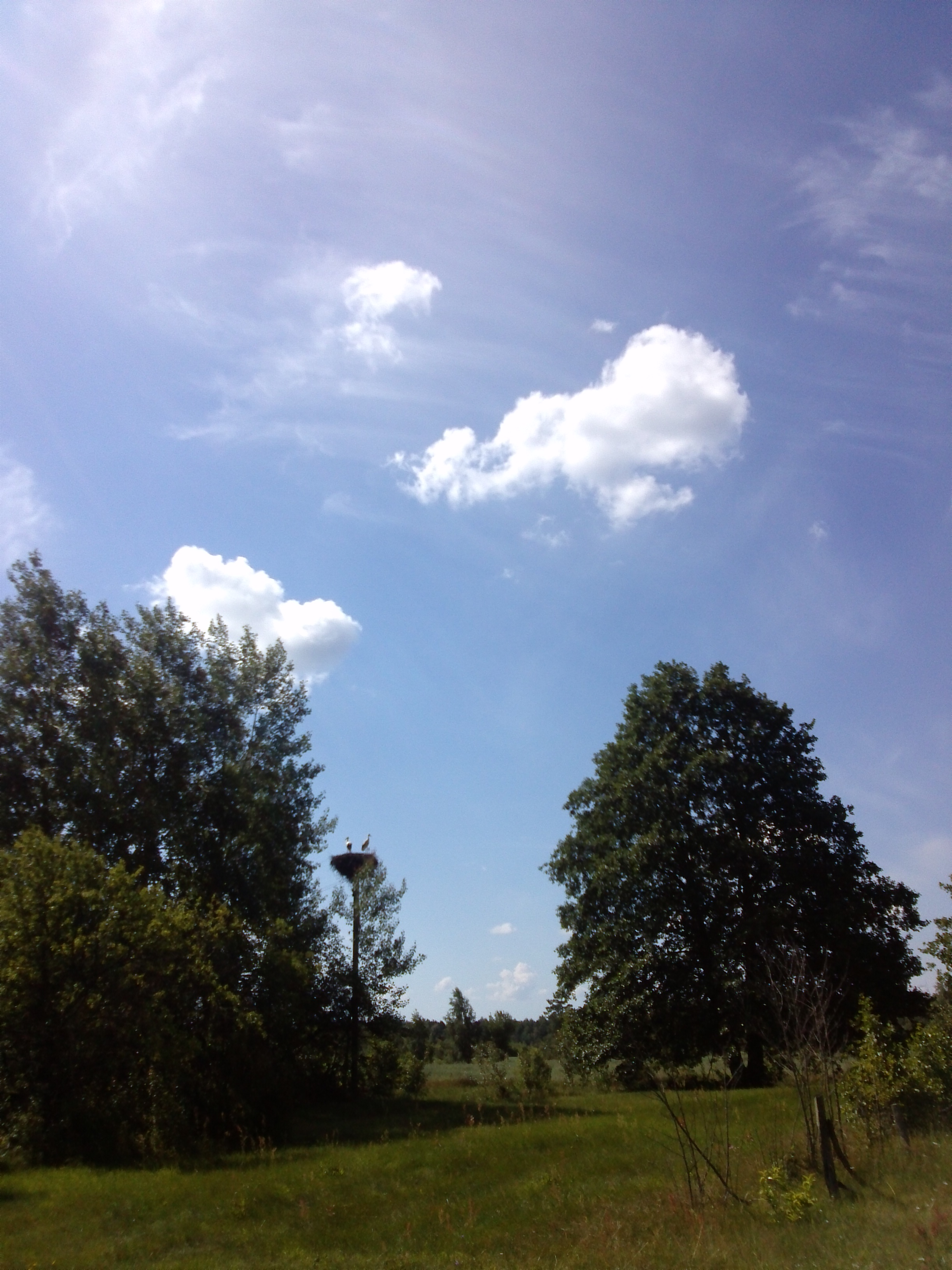
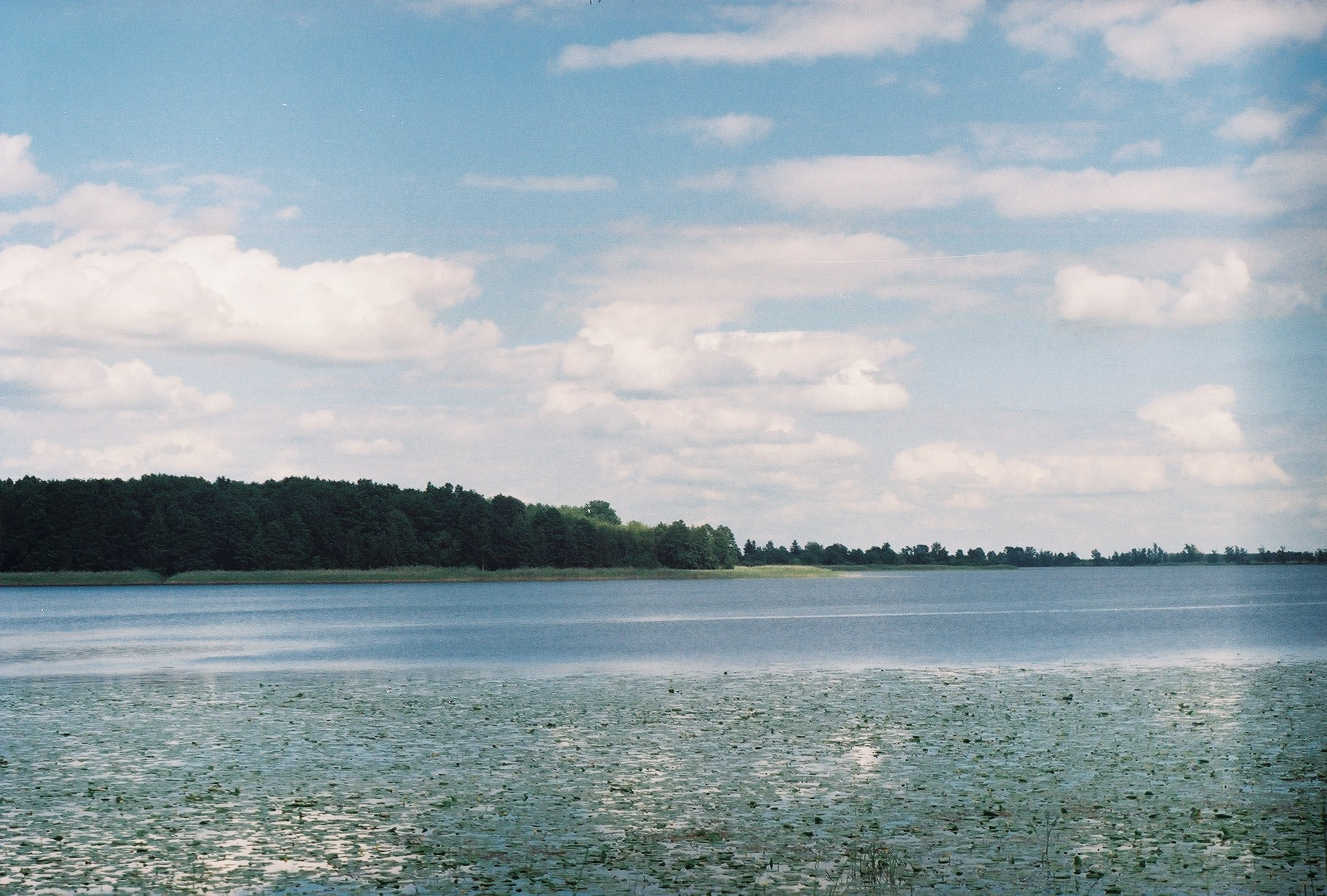
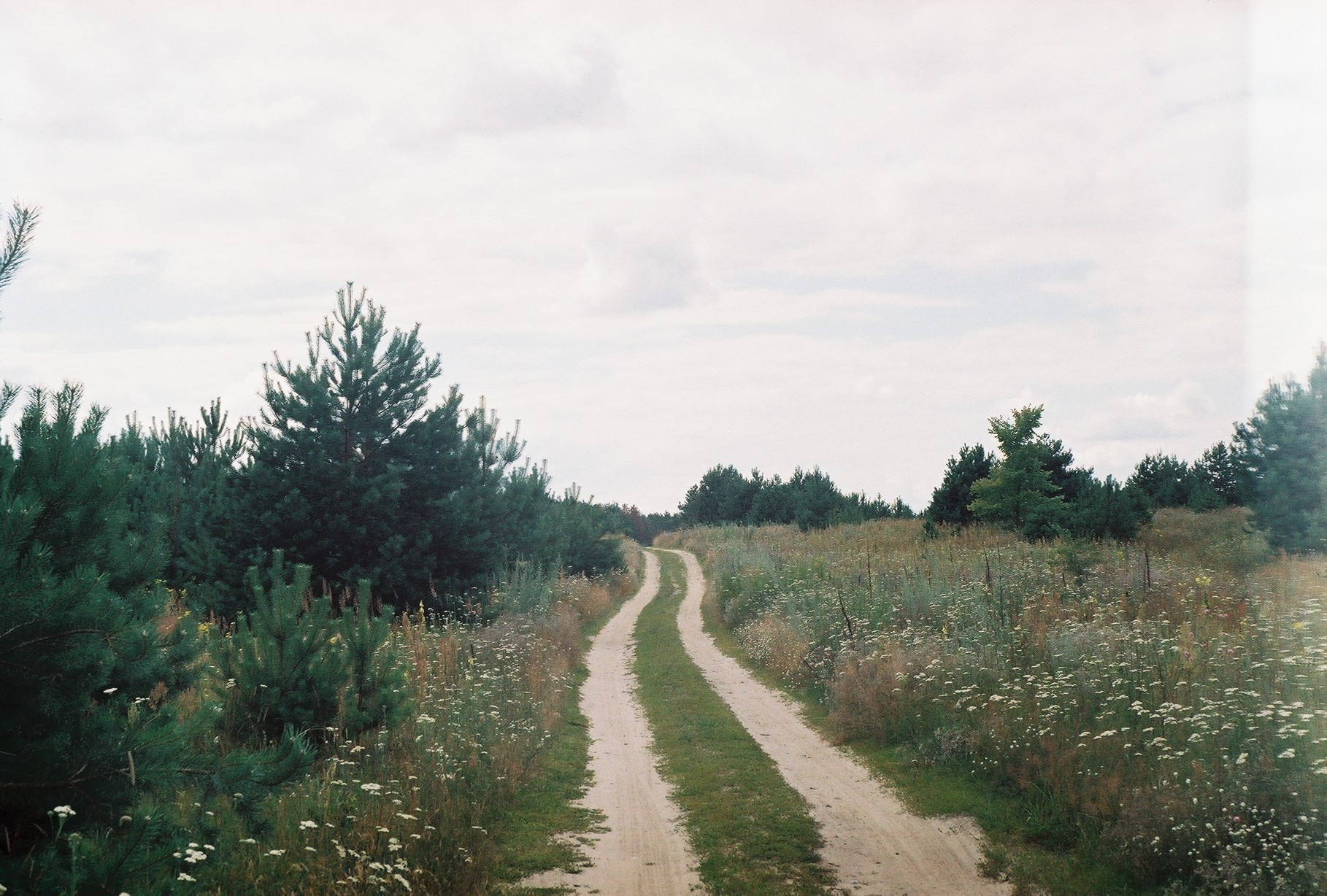
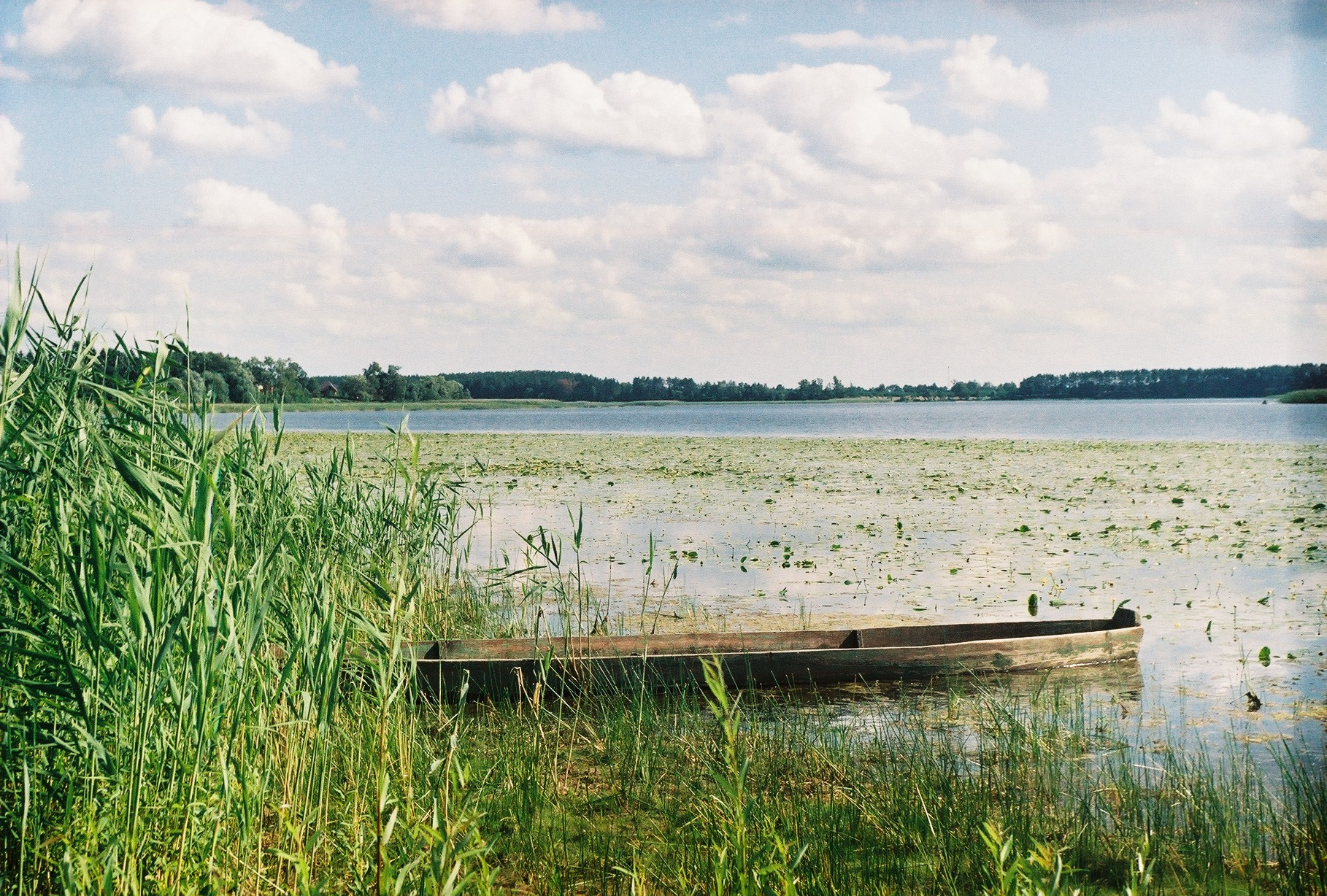
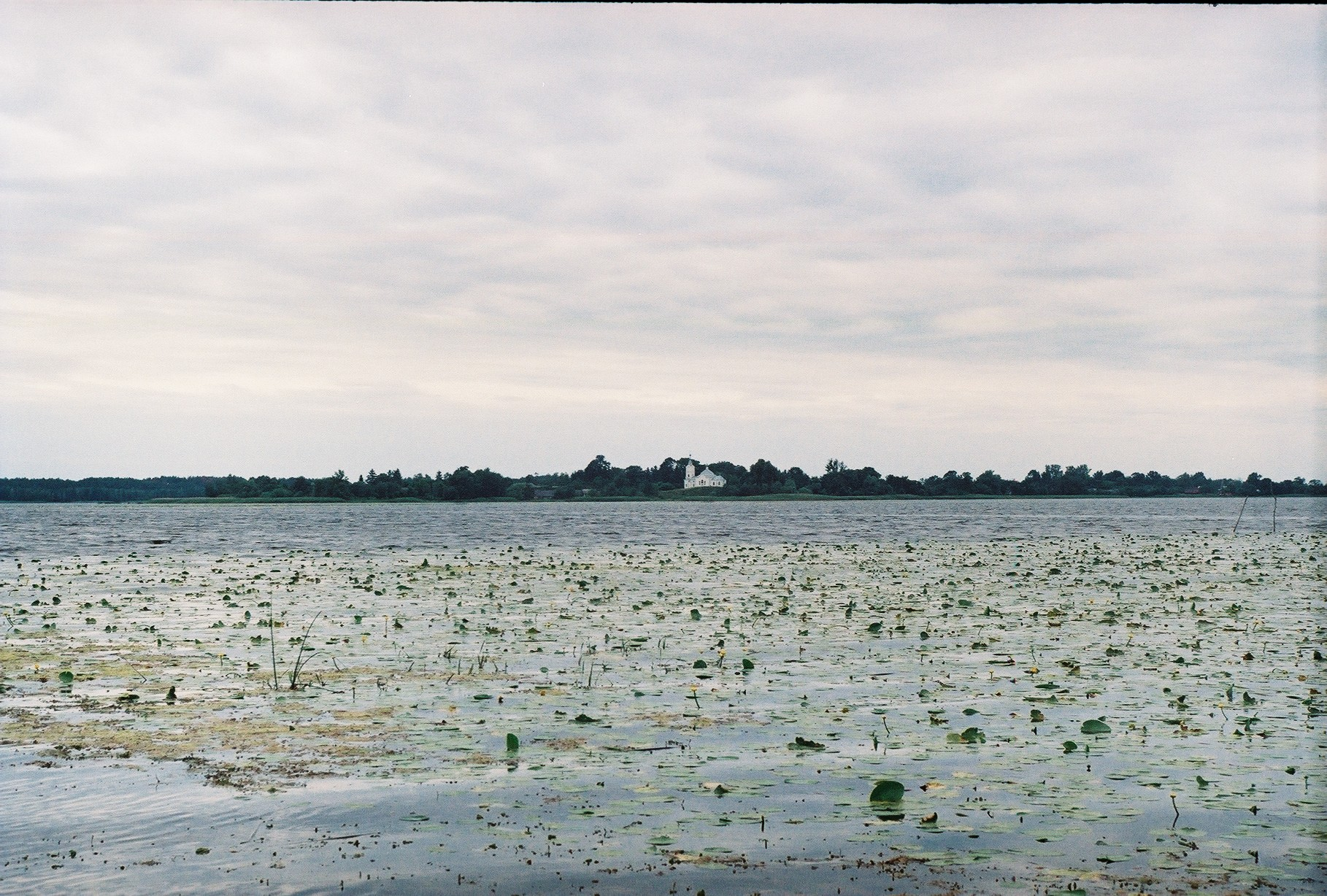